# Oioceros
Az Oioceros az emlősök (Mammalia) osztályának párosujjú patások (Artiodactyla) rendjébe, ezen belül a tülkösszarvúak (Bovidae) családjába és a kecskeformák (Caprinae) alcsaládjába tartozó fosszilis nem.

## Leírásuk
Az Oioceros-fajok Európában (Görögország), Ázsiában (Irán, Kína) és Afrikában fordultak elő, a miocén kor idején. Legfőbb jellemzőik a pödrött szarvaik, emiatt először gazelláknak vélték ezeket az állatokat. Egyes rendszerezések szerint nem kecskeformák.

## Rendszerezés
A nembe az alábbi 8-9 faj tartozik:
- Oioceros atropatenes Rodler & Weithofer, 1890[1]
- Oioceros jiulongkouensis G. Chen & W. Wu, 1976
- Oioceros lishanensis
- Oioceros noverca Pilgrim, 1934
- Oioceros robustus G. Chen & Wu, 1976
- Oioceros rothii 1902, Gaillard - típusfaj; Pikermi, Görögország; korábban Antilope rothii Wagner, 1857 név alatt volt leírva[1][4]
- Oioceros stenocephalus G. Chen & Wu, 1976
- Oioceros tanyceras
- ?Oioceros wegneri Andree, 1926 - meglehet, hogy a jövőben áthelyezik egy más emlősnembe[1]

A fenti fajok mellett korábban még két faj volt ide sorolva, azonban a további kutatások bebizonyították, hogy más nembeli állatokról van szó: O. grangeri = Sinomegoceros grangeri és O. xiejiaensis = Sinopalaeoceros xiejiaensis.

## Fordítás
- Ez a szócikk részben vagy egészben  az   Oioceros című angol Wikipédia-szócikk ezen változatának fordításán alapul.  Az eredeti cikk szerkesztőit annak laptörténete sorolja fel. Ez a jelzés csupán a megfogalmazás eredetét és a szerzői jogokat jelzi, nem szolgál a cikkben szereplő információk forrásmegjelöléseként.